# Daniel Frid Johansson
Daniel Johansson Frid (Frid-Dánel), född 19 oktober 1866 i Hassela församling, Gävleborgs län, död 9 mars 1947 i Bergsjö församling, Gävleborgs län, var en svensk fiolspelman.  

## Biografi
Johansson flyttade senare till Fiskvik i Bergsjö socken, där han brukade spela tillsammans med Lars-Olof Larsson, Fredrik Kvist och sedermera Olle Medelberg. 
Frid-Dánel var Hultkläppens bästa elev och skötte även om den alltmer nedgångne storspelmannen under slutet av hans levnad. I gengäld fick Daniel lära sig över hundra låtar av Hulten. Dock blev bara, genom Helmer Larssons försorg, ett fåtal låtar nedtecknade. Fler hade det nog blivit om Daniel ställt upp i spelmanstävlingen i Hudiksvall 1910. Detta hade han lovat Jon-Erik Öst kvällen innan tävlingen när de spelade på kaféet Savoy i Bergsjö. Men Daniel var blyg och dessutom svårt fyllsjuk, så han stannade hemma. Några av låtarna finns inspelade med Olle Medelberg och Helmer Larsson.
Daniel avled i Fiskvik 1947.